# Normandie pour la Paix
 (mars 2021).
La mise en forme du texte ne suit pas les recommandations de Wikipédia : il faut le « wikifier ».
Les points d'amélioration suivants sont les cas les plus fréquents :
- Les titres sont pré-formatés par le logiciel. Ils ne sont ni en capitales, ni en gras.
- Le texte ne doit pas être écrit en capitales (les noms de famille non plus), ni en gras, ni en italique, ni en « petit »…
- Le gras n'est utilisé que pour surligner le titre de l'article dans l'introduction, une seule fois.
- L'italique est rarement utilisé : mots en langue étrangère, titres d'œuvres, noms de bateaux, etc.
- Les citations ne sont pas en italique mais en corps de texte normal. Elles sont entourées par des guillemets français : « et ».
- Les listes à puces sont à éviter, des paragraphes rédigés étant largement préférés. Les tableaux sont à réserver à la présentation de données structurées (résultats, etc.).
- Les appels de note de bas de page (petits chiffres en exposant, introduits par l'outil «  Source ») sont à placer entre la fin de phrase et le point final[comme ça].
- Les liens internes (vers d'autres articles de Wikipédia) sont à choisir avec parcimonie. Créez des liens vers des articles approfondissant le sujet. Les termes génériques sans rapport avec le sujet sont à éviter, ainsi que les répétitions de liens vers un même terme.
- Les liens externes sont à placer uniquement dans une section « Liens externes », à la fin de l'article. Ces liens sont à choisir avec parcimonie suivant les règles définies. Si un lien sert de source à l'article, son insertion dans le texte est à faire par les notes de bas de page.
- La présentation des références doit suivre les conventions bibliographiques. Il est recommandé d'utiliser les modèles {{Ouvrage}}, {{Chapitre}}, {{Article}}, {{Lien web}} et/ou {{Bibliographie}}. Le mode d'édition visuel peut mettre en forme automatiquement les références.
- Insérer une infobox (cadre d'informations à droite) n'est pas obligatoire pour parachever la mise en page.

Pour une aide détaillée, merci de consulter Aide:Wikification.
Si vous pensez que ces points ont été résolus, vous pouvez retirer ce bandeau et améliorer la mise en forme d'un autre article.
La région Normandie a lancé l’initiative Normandie pour la Paix en 2017. Normandie pour la Paix est une démarche globale de promotion et construction de la paix comprenant une programmation d’événements à l’année ainsi qu’un Forum mondial annuel faisant écho aux commémorations du débarquement du 6 juin 1944. Son objectif est de croiser les regards, favoriser les échanges et la recherche de solutions pour contribuer à une paix durable. Pour cela, des projets et événements sont organisés et soutenus en Normandie et à l’international.

## Historique
L’initiative Normandie pour la Paix est née de la volonté de la région Normandie de poursuivre le travail de mémoire accompli depuis 1945 et d’accompagner les nouvelles générations dans la construction d’une paix durable.
En 2017, l’initiative est présentée aux Normands à travers deux journées de débats en présence d’Abdessattar Ben Moussa, prix Nobel de la paix 2015 et ancien président de la Ligue tunisienne des droits de l’Homme, Ahmet Insel, économiste turc, Konstantin Von Eggert, journaliste russe, Lakhdar Brahimi, ancien médiateur de l’ONU dans le cadre du conflit civil syrien et Michel Onfray, philosophe. À la suite de cela, les Forums mondiaux Normandie pour la Paix seront organisés annuellement et une programmation à l’année verra le jour.

## Les actions de Normandie pour la Paix

### La chaire Normandie pour la Paix
Lancée le 5 juin 2019 par la région Normandie, le Centre national de la recherche scientifique et l’université de Caen Normandie, la chaire d’excellence Normandie pour la Paix est un dispositif pilote conçu pour une durée de quatre ans et consacré à la paix, l’environnement et les droits des générations futures. La chaire a vocation à fédérer des chercheurs internationaux afin de faire croître le savoir autour des thématiques abordées par Normandie pour la Paix. Son titulaire est Antonio Oposa, avocat philippin, porteur d’actions en faveur d’une justice climatique et de la protection de l’environnement. Sont aussi membres de la chaire Normandie pour la Paix le professeur Nicholas Robinson, la professeure Mireille Delmas-Marty, David Forman, Michel Prieur et Emilie Gaillard, coordinatrice de la chaire au sein de la MRSH.

### Le manifeste pour la paix
Le 4 juin 2019, un appel public à une prise de conscience de la nécessité d’une paix durable est porté lors du second Forum mondial Normandie pour la Paix par les prix Nobel Mohamed El Baradei, Leymah Gbowee, Denis Mukwege, Jody Williams, et des personnalités de la société civile engagées pour la paix comme Anthony Grayling, philosophe ou Sundeep Waslekar, président de Strategic Foresight Group. Le manifeste est désormais ouvert à la signature de tous.

### L'Indice Normandie
Publié pour la première fois en juin 2019 lors du Forum mondial Normandie pour la Paix, l’Indice Normandie du Parlement européen, conçu et préparé par le Service de Recherche du Parlement européen et développé par l’Institute for Economics and Peace, permet de mesurer chaque année, sur des bases scientifiques, la conflictualité pays par pays,.
Dans le cadre de Normandie pour la Paix, le Parlement européen publie également chaque année depuis 2018 une étude sur la contribution des politiques de l'Union européenne à la paix et à la sécurité ainsi qu’un focus géographique.

### Le prix Liberté
En 2018, la région Normandie lance le prix Liberté, en partenariat avec les autorités académiques et l’Institut international des droits de l’Homme et de la paix. Ce prix propose aux jeunes de 15 à 25 ans à l’international de désigner une personne ou organisation qui a mené un combat pour la liberté. Le premier prix Liberté est remis en juillet 2019 à la militante suédoise Greta Thunberg. Loujain Al-Hathloul, militante féministe saoudienne, est la lauréate du second prix, décerné en octobre 2020. La remise du prix a lieu tous les ans pendant le Forum mondial en juin.
Il s’accompagne d’un dispositif de sensibilisation à la Liberté mis en œuvre par l’Institut international des droits de l’Homme et de la paix tout au long de l’année auprès des jeunes normands.

### L'appel à initiatives Normandie pour la Paix
La région Normandie soutient des projets locaux ou en lien avec la Normandie et encourage le développement d’actions nouvelles en faveur de la promotion des valeurs de paix et de liberté. Les actions soutenues bénéficient d’une labellisation Normandie pour la Paix.

## Le Forum mondial Normandie pour la Paix
Le Forum mondial Normandie pour la Paix est animé par des experts en géopolitique, aux côtés de représentants de gouvernements, du monde académique et de la société civile. Il comprend entre autres des conférences plénières, des débats thématiques et géographiques, des événements jeunesse, une librairie éphémère, des rencontres avec des ONG et des associations, des témoignages, des nocturnes culturelles...

### Première édition
La première édition du Forum mondial Normandie pour la Paix s’est tenue les 7 et 8 juin 2018 à l’abbaye aux Dames de Caen, Normandie. Quatre grandes conférences et 23 débats ont réuni 5000 personnes dont 1700 jeunes autour du thème : « Mondialiser la paix : nouvelles guerres, nouvelle paix ». Parmi les temps forts de ce forum, l’appel de Normandie pour l’arrêt des violences à l’encontre des Rohingyas en partenariat avec Human Rights Watch ou encore le concert pour la paix de Youssouf NDour à Omaha Beach.

### Deuxième édition
La seconde édition du Forum mondial Normandie pour la Paix s’est tenue les 4 et 5 juin 2019 à l’abbaye aux Dames de Caen, Normandie. Trois conférences et 30 débats ont réuni 6000 visiteurs dont 2500 jeunes autour du thème : « Les faiseurs de paix ». Ce forum a marqué le lancement du Manifeste Normandie pour la Paix, de l’Indice Normandie du Parlement européen ainsi que du prix Liberté.

### Troisième édition
La troisième édition du Forum mondial Normandie pour la Paix s’est tenue les 1er et 2 octobre 2020 à l’abbaye aux Dames de Caen, Normandie. Trois conférences et 15 débats ont réuni 6000 participants autour du thème « Prévenir la guerre : répondre aux nouvelles menaces ». La crise sanitaire internationale du covid-19 a été au cœur de ces échanges, tout comme les enjeux sociaux, les nouvelles technologies et l’environnement. Deux nocturnes ont permis la projection du documentaire The Cave ainsi qu’une soirée littéraire en partenariat avec L’Obs. 

### Quatrième édition
La quatrième édition du Forum mondial Normandie pour la Paix initialement prévue les 3 et 4 juin 2021 est reportée aux 30 septembre et 1er octobre 2021, à l'abbaye aux Dames de Caen, Normandie. Deux conférences et 21 débats sont proposés au grand public sur le thème « Paix mondiale et sécurité globale : Comment gouverner la paix ? ». 